# جيمي هاجرمان
جيمي هاجرمان (بالإنجليزية: Jamie Hagerman)‏ هي لاعبة هوكي الجليد أمريكية، ولدت في 7 مايو 1981 في North Andover, Massachusetts ‏ في الولايات المتحدة.

## وصلات خارجية
- جيمي هاجرمان على موقع EliteProspects.com (الإنجليزية)
- جيمي هاجرمان على موقع أوليمبيديا (الإنجليزية)